# Nemožný trojzubec

Nemožný trojzubec s pozadími, pro posílení iluze.

Nemožný trojzubec, známý také jako nemožná vidlička, blivet, poiuyt, nebo ďábelská ladička, je kresba nemožného předmětu (nerozluštitelného obrazce), která je druh optické iluze. Zdá se, že má na jednom konci tři válcové hroty, které se pak záhadně promění ve dva obdélníkové hroty na druhém konci.
V roce 1964 americký psycholog Donald H. Schuster oznámil, že si všiml nejednoznačné kresby nového druhu v reklamní sekci leteckého časopisu Aviation Week and Space Technology. Nazval to „třítyčovou vidlicí (anglicky: three-stick clevis)“. Novinku popsal takto: „Unlike other ambiguous drawings, an actual shift in visual fixation is involved in its perception and resolution.“ Slovo „poiuyt“ se objevilo na obálce časopisu Mad z března 1965 se čtyřokým Alfredem E. Neumanem, jak balancuje nemožnou vidličku na prstu s popisem „Introducing 'The Mad Poiuyt'“ (posledních šest písmen je z horní řady psacích strojů QWERTY, bráno zprava doleva). Verze s anonymním příspěvkem popisovaná jako „měřidlo umístění díry“ byla otištěna v červnu 1964 ve vydání Analog Science Fiction and Fact s poznámkou, že „tento pobuřující kus kreslíře evidentně unikl z Finagle & Diddle Engineering Works“ (ačkoli něco jiného nazývané „měřidlo umístění díry“ bylo již patentováno v roce 1961).
Termín „blivet“ pro nemožnou vidličku zpopularizoval časopis Worm Runner's Digest. V roce 1967 tam Harold Baldwin publikoval článek „Building better blivets“, ve kterém popsal pravidla pro konstrukci kreseb založených na nemožné vidlici. V prosinci 1968 americký optický designér a umělec Roger Hayward napsal vtipný příspěvek „Blivets: Research and Development“ pro The Worm Runner's Digest, ve kterém představil různé kresby založené na blivetu. Termín „vysvětlil“ takto: „Blivet byl poprvé objeven v roce 1892 v německém Pfulingenu šilhavým trpaslíkem jménem Erasmus Wolfgang Blivet.“ Vydal tam také pokračování Blivets — the Makings.